# Nati nel 1915/Agosto
| Questa pagina contiene informazioni ricavate automaticamente dalle voci biografiche con l'ausilio del template Bio e di un bot. L'aggiornamento è periodico e automatico e ricostruisce completamente la pagina. Se manca una persona in questa lista, sei pregato di non aggiungerla, ma accertati piuttosto che la sua voce biografica contenga il template Bio e che i dati anagrafici siano correttamente compilati. Se il template Bio manca, inseriscilo tu stesso o, in alternativa, metti l'avviso {{tmp\|Bio}} che ne segnala la mancanza. Se i dati riportati sono sbagliati, correggi direttamente la voce biografica; le modifiche saranno visibili in questa lista entro pochi giorni. Per chiarimenti vedi il progetto biografie. La lista contiene solo le 140 persone che sono citate nell'enciclopedia e per le quali è stato implementato correttamente il template Bio. Pagina aggiornata al 26 apr 2025. |

- 1º agosto - Bruno Beneck, giornalista, regista e dirigente sportivo italiano († 2003)
- 1º agosto - Nikita Elysséeff, linguista e orientalista francese († 1997)
- 1º agosto - Alfonso Weber, calciatore svizzero († 1992)
- 2 agosto - Claude Henri, fumettista, illustratore e sceneggiatore francese († 1990)
- 2 agosto - Pietro Loretelli, generale italiano († 1973)
- 2 agosto - Gary Merrill, attore statunitense († 1990)
- 2 agosto - Billy Soose, pugile statunitense († 1998)
- 3 agosto - Marino Boldrin, imprenditore e dirigente sportivo italiano († 2000)
- 3 agosto - Vittorio Castelnuovo, cantautore e fisarmonicista svizzero († 2005)
- 3 agosto - Roman Fischer, schermidore austriaco
- 3 agosto - Mario Francescatto, militare italiano († 1940)
- 3 agosto - Donald Griffin, etologo e zoologo statunitense († 2003)
- 3 agosto - John Loaring, ostacolista e velocista canadese († 1969)
- 3 agosto - Louise Platt, attrice statunitense († 2003)
- 4 agosto - Warren Avis, imprenditore e aviatore statunitense († 2007)
- 4 agosto - Loni Nest, attrice tedesca († 1990)
- 4 agosto - Igor' Vital'evič Savickij, pittore e archeologo sovietico († 1984)
- 4 agosto - Hal Tidrick, cestista statunitense († 1974)
- 5 agosto - Mildred Burke, wrestler statunitense († 1989)
- 5 agosto - Vittorio Calvetti, politico italiano († 2014)
- 5 agosto - Hans Schnitger, hockeista su prato olandese († 2013)
- 5 agosto - Helmut Wick, aviatore tedesco († 1940)
- 5 agosto - Paul Zumthor, filologo e critico letterario svizzero († 1995)
- 6 agosto - Pamela Blake, attrice statunitense († 2009)
- 6 agosto - Aldo Dusi, calciatore e allenatore di calcio italiano († 1985)
- 6 agosto - Géraldine Apponyi de Nagyappony, regina albanese († 2002)
- 6 agosto - Viliam Vanák, calciatore slovacco († 2001)
- 7 agosto - Mariano Amaro, calciatore e allenatore di calcio portoghese († 1978)
- 7 agosto - Hans-Robert Knoespel, ornitologo, esploratore e militare tedesco († 1944)
- 8 agosto - Mathias Clemens, ciclista su strada, ciclocrossista e pistard lussemburghese († 2001)
- 8 agosto - Mickey Fox, attrice statunitense († 1988)
- 8 agosto - Gino Frascari, calciatore italiano († 1937)
- 8 agosto - Ignazio Petrone, politico italiano († 1981)
- 8 agosto - José Manuel Rodríguez Delgado, docente e neurofisiologo spagnolo († 2011)
- 8 agosto - María Rostworowski, storica peruviana († 2016)
- 8 agosto - Sam Stoller, velocista e lunghista statunitense († 1985)
- 8 agosto - Maurice Teynac, attore francese († 1992)
- 9 agosto - Michael Young, sociologo, attivista e politico britannico († 2002)
- 9 agosto - Ottorino Zanon, presbitero italiano († 1972)
- 10 agosto - Luigi Caburri, calciatore italiano († 1982)
- 10 agosto - Alessandro Canestrari, politico e partigiano italiano († 2006)
- 10 agosto - Olive McKean, nuotatrice statunitense († 2006)
- 10 agosto - Carlos Menditeguy, pilota automobilistico argentino († 1973)
- 10 agosto - Ettore Pancini, fisico e partigiano italiano († 1981)
- 10 agosto - Ralph Thomas, regista cinematografico inglese († 2001)
- 11 agosto - Walter Diggelmann, ciclista su strada e pistard svizzero († 1999)
- 11 agosto - Jean Parker, attrice statunitense († 2005)
- 12 agosto - Sickan Carlsson, attrice svedese († 2011)
- 12 agosto - Roderick Stephen Hall, militare statunitense († 1945)
- 12 agosto - Michael Kidd, coreografo, ballerino e attore statunitense († 2007)
- 12 agosto - Donald Pellmann, atleta statunitense († 2020)
- 12 agosto - Alex Wojciechowicz, giocatore di football americano statunitense († 1992)
- 13 agosto - Vincent L. Eaton, scacchista, compositore di scacchi e bibliotecario statunitense († 1962)
- 13 agosto - Renata Orso Ambrosoli, scrittrice e attrice italiana († 2012)
- 14 agosto - Poul Bjørndahl Astrup, medico danese († 2000)
- 14 agosto - Sabatino Minucci, militare italiano († 1941)
- 14 agosto - Giovanni Pontini, pittore italiano († 1970)
- 14 agosto - Vidoe Smilevski, politico jugoslavo († 1979)
- 15 agosto - Ambrus Balogh, tiratore a segno ungherese († 1978)
- 15 agosto - Alfredo Gil, cantante e compositore messicano († 1999)
- 15 agosto - Esterino Bosco, presbitero italiano († 2008)
- 15 agosto - Ray Buivid, giocatore di football americano statunitense († 1972)
- 15 agosto - Signe Hasso, attrice svedese († 2002)
- 15 agosto - Claudio Mastellari, pilota motociclistico italiano († 1951)
- 15 agosto - Orfeo Mazzitelli, aviatore e militare italiano († 1984)
- 16 agosto - Gloria Blondell, attrice e doppiatrice statunitense († 1986)
- 16 agosto - Alfredo Cece, compositore e organista italiano († 2002)
- 16 agosto - Herbert Greenwald, imprenditore statunitense († 1959)
- 16 agosto - Lan Ma, attore cinese († 1976)
- 16 agosto - Ferenc Sas, calciatore ungherese († 1988)
- 16 agosto - Paolo Tabanelli, calciatore e allenatore di calcio italiano († 2000)
- 17 agosto - Duilio Nicchiarelli, militare e aviatore italiano († 1938)
- 18 agosto - Joseph Arthur Ankrah, generale e politico ghanese († 1992)
- 18 agosto - Lorenzo Bedeschi, presbitero, partigiano e storico italiano († 2006)
- 18 agosto - Giuditta Levato, italiana († 1946)
- 18 agosto - Aldo Locatelli, pittore italiano († 1962)
- 18 agosto - Giulio Malenza, militare italiano († 1936)
- 18 agosto - William Salomone, storico italiano († 1989)
- 19 agosto - Alphonse Antoine, ciclista su strada francese († 1999)
- 19 agosto - Ring Lardner Jr., sceneggiatore, giornalista e scrittore statunitense († 2000)
- 19 agosto - Alberto Malagugini, politico e avvocato italiano († 1988)
- 19 agosto - Gwyn Manning, calciatore gallese († 2003)
- 19 agosto - Carlo Noé, militare italiano († 1940)
- 19 agosto - Georgij Žarkov, allenatore di calcio e calciatore sovietico († 1981)
- 20 agosto - Hans Quest, attore e regista tedesco († 1997)
- 20 agosto - Umberto Romanini, calciatore italiano
- 20 agosto - Lino Paolo Suppressa, pittore italiano († 2003)
- 21 agosto - Joshua Hassan, politico britannico († 1997)
- 21 agosto - Raquel Rastenni, cantante danese († 1998)
- 21 agosto - Franz Stigler, aviatore tedesco († 2008)
- 22 agosto - Bob Brown, fumettista statunitense († 1977)
- 22 agosto - Guerino Magri, calciatore italiano († 1976)
- 22 agosto - Renato Romizi, latinista e grecista italiano († 2014)
- 22 agosto - Nino Sansone, giornalista e scrittore italiano († 1968)
- 22 agosto - Girolamo Sotgiu, storico, sindacalista e politico italiano († 1996)
- 22 agosto - Edward Szczepanik, politico e economista polacco († 2005)
- 23 agosto - Romolo Garroni, direttore della fotografia italiano († 2006)
- 23 agosto - Werner Grothmann, militare tedesco († 2002)
- 23 agosto - Giovanni Iannaccone, militare italiano († 1943)
- 23 agosto - Antonio Innocenti, cardinale e arcivescovo cattolico italiano († 2008)
- 23 agosto - Leo Pardi, etologo e zoologo italiano († 1990)
- 24 agosto - Inge Birkmann, attrice tedesca († 2004)
- 24 agosto - Wynonie Harris, cantante statunitense († 1969)
- 24 agosto - Ángel Magaña, attore argentino († 1982)
- 24 agosto - Emmett Morrison, cestista statunitense († 1993)
- 25 agosto - Georg von Boeselager, militare tedesco († 1944)
- 25 agosto - James Tiptree Jr., autrice di fantascienza statunitense († 1987)
- 25 agosto - Walter Trampler, musicista e insegnante tedesco († 1997)
- 26 agosto - Luis Aguirrebeña, pallanuotista cileno
- 26 agosto - Gré Brouwenstijn, soprano olandese († 1999)
- 26 agosto - Cai Yanxiong, cestista cinese († 2007)
- 26 agosto - Estevão Molnar, schermidore brasiliano († 1992)
- 26 agosto - Franz Riegler, calciatore austriaco († 1989)
- 26 agosto - Sandro Ruffo, naturalista italiano († 2010)
- 26 agosto - Ezio Scida, calciatore italiano († 1946)
- 27 agosto - Fulvio Bianconi, artista, designer e grafico italiano († 1996)
- 27 agosto - Alberto Bruni Tedeschi, imprenditore e compositore italiano († 1996)
- 27 agosto - Aldo Gasparini, militare e aviatore italiano († 1938)
- 27 agosto - Mario Pagliano, calciatore italiano († 1991)
- 27 agosto - Giuseppe Pressato, militare italiano († 2003)
- 27 agosto - Norman Foster Ramsey, fisico statunitense († 2011)
- 27 agosto - Francesco Saja, giurista italiano († 1994)
- 28 agosto - Tol Avery, attore statunitense († 1973)
- 28 agosto - Simon Oakland, attore e violinista statunitense († 1983)
- 28 agosto - Angelo Rosso, allenatore di calcio e calciatore italiano († 1973)
- 29 agosto - Heinrich Angst, bobbista svizzero († 1989)
- 29 agosto - Ingrid Bergman, attrice svedese († 1982)
- 29 agosto - George Cafego, giocatore di football americano statunitense († 1998)
- 29 agosto - Alvinio Misciano, tenore italiano († 1997)
- 29 agosto - Jay R. Smith, attore statunitense († 2002)
- 30 agosto - Bienvenido Granda, cantante cubano († 1983)
- 30 agosto - Bjørn Ibsen, medico danese († 2007)
- 30 agosto - Lilian, duchessa di Halland, principessa svedese († 2013)
- 30 agosto - Robert Strassburg, direttore d'orchestra, compositore e musicologo statunitense († 2003)
- 31 agosto - Ermanno Bertolotti, calciatore italiano
- 31 agosto - Gretl Braun, fotografa tedesca († 1987)
- 31 agosto - Michele Arcangelo De Palo, partigiano italiano († 1944)
- 31 agosto - David Hooper, scacchista britannico († 1998)
- 31 agosto - Pete Newell, allenatore di pallacanestro e dirigente sportivo canadese († 2008)
- 31 agosto - Ettore Rossi, medico svizzero († 1998)